# Небесний Микола
Микола Небе́сний (дати народження і смерті невідомі) — український гончар, майстер художнього розпису другої половини XIX століття.
Працював у Смотричі (тепер селище міського типу Хмельницької області), де разом із Петром Білооким і Романом Червоняком виготовляв півкулястої форми миски, тарілки, тикви, які оздоблював витонченим орнаментом, в якому домінували рослинні й анімалістичні мотиви.
Роботи майстра зберігаються в музеях Києва, Львова, Кам'янець-Подільського.